# Néferkarê Iymérou
Néferkarê Iymérou est un vizir du roi Sobekhotep IV de la XIIIe dynastie.

## Généalogie
Néferkarê Iymérou est connu grâce à plusieurs documents qui donnent ainsi le nom de ses parents et apportent un certain éclairage sur cette période trouble qui fait suite au Moyen Empire :
- Trois statues trouvées à Karnak, dons du souverain régnant à son ministre et dédiées au dieu Amon-Rê. L'une d'elles est toujours sur le site tandis que les deux autres sont actuellement exposées, l'une au Musée d'Heildeberg, l'autre au Musée du Louvre. La première, fragmentaire, le représente assis vêtu d'une robe descendant jusqu'aux chevilles qui est probablement sa tenue de vizir. La seconde, acéphale, le représente accroupi dans la position du scribe vêtu de la robe cérémonielle du vizir, la shenep, un rouleau de papyrus déroulé sur ses jambes croisées et la nécessaire palette sur l'épaule. La troisième, quasiment intacte, le représente debout, les bras le long du corps, la jambe gauche en avant dans l'attitude de la marche, vêtu là aussi de la tenue shenep, coiffé d'une perruque cérémonielle.
- Une stèle fragmentaire également trouvée dans le temple d'Amon de Karnak décrétant des offrandes régulières destinées au culte du vizir.
- Une statue découverte dans le sanctuaire d'Héqa-ib à Éléphantine dédiée à Satis, le représentant à nouveau en scribe, un rouleau de papyrus déroulé sur ses jambes croisées.
- Une inscription découverte au Ouadi Hammamat attestant d'une expédition organisée par le dignitaire au nom de son souverain.
- Une empreinte de sceau découverte en Abydos au nom du vizir.

Le nombre assez élevé de ces découvertes à son nom, comparées au peu de document concernant les autres vizirs de la même période, laisse penser que Néferkarê Iymérou était un personnage puissant et très influent. Il porte de nombreux titres et participe aux grandes cérémonies du règne. On apprend ainsi grâce à la statue conservée au Louvre qu'il a participé à l'inauguration et probablement supervisé la construction d'un Château de Millions d'Années, édifice cultuel en l'honneur du souverain régnant et dédié à la divinité locale, en l'occurrence Amon-Rê, nous indiquant même le nom de l'édifice. Cette précision, très rare pour cette période, atteste ainsi de l'existence dès cette époque de ces fondations bien connues pour le Nouvel Empire.
Selon l'inscription que porte la statue qui se trouve toujours à Karnak aujourd'hui, Néferkarê Iymérou déclare avoir maté une rébellion d'une partie du pays qui n'est pas nommée précisément mais démontre bien les troubles qu'ont à affronter les pharaons de cette dynastie. Enfin selon ce même document, il est probable que Néferkarê Iymérou était le précepteur du successeur de Sobekhotep IV, une figure en haut-relief d'un jeune enfant portant la tresse de l'enfance se trouvant à côté de lui.